# АДО Ден Гаг
«АДО Ден Гаг» (нід. ADO Den Haag, нід. вимова: [ˈaːdoː dɛn ˈɦaːx]) — нідерландський футбольний клуб з Гааги, заснований 1910 року. Виступає в Ерстедивізі, другому за силою дивізіоні Нідерландів після пониження з Ередивізі за підсумками сезону 2020—21. «АДО Ден Гаг» за свою історію по два рази вигравав чемпіонат та кубок Нідерландів.
Абревіатура ADO розшифровується як Alles Door Oefening, що нідерландською означає «все через вправи». Якийсь час клуб був відомий як ФК «Ден Гаг» (FC Den Haag). Нинішні клубні кольори АДО — жовтий і зелений. Центральне місце на логотипі займає лелека, птах, який також є символом міста Гаага.

## Досягнення
- Чемпіонат Нідерландів
  -  Чемпіон (2): 1942, 1943

- Перший дивізіон
  -  Переможець (3): 1957, 1986, 2003

- Кубок Нідерландів
  -  Володар (2): 1968, 1975
  -  Фіналіст (6): 1959, 1963, 1964, 1966, 1972, 1987